# أدريان فراي
أدريان فراي (بالإنجليزية: Adrian Fry)‏ هو عازف جاز بريطاني، ولد في 1969.